# Edílson da Silva Ferreira
Edílson da Silva Ferreira, conegut com a Edílson, (Salvador, Brasil, 17 de setembre de 1970) és un exfutbolista brasiler. Va disputar 21 partits amb la selecció del Brasil.